# Tanaostigmodes trotteri
Tanaostigmodes trotteri is een vliesvleugelig insect uit de familie Tanaostigmatidae. De wetenschappelijke naam is voor het eerst geldig gepubliceerd in 1930 door Russo.